# Plaque d'immatriculation congolaise (RDC)

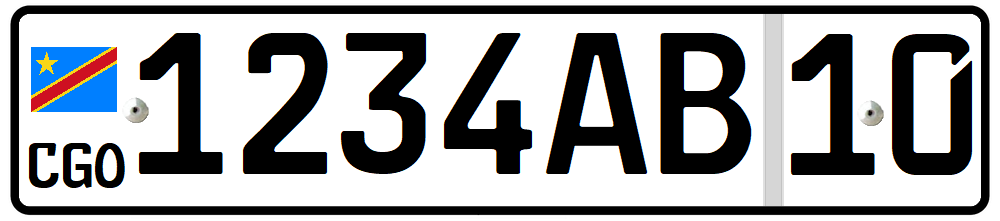

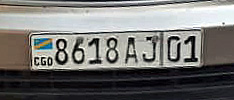
Plaque usuelle, avec le sigle CGO, 4 chiffres, 2 lettres et 2 chiffres.

Les plaques d’immatriculation de la république démocratique du Congo sont de forme rectangulaire, les inscriptions y sont faites en noir sur blanc, portent le drapeau congolais, le sigle CGO et une identification composée de 4 chiffres, 2 lettres et 2 chiffres. Ce modèle est en application depuis avril 2009 et est construit exclusivement par Utsch Congo, filiale de la firme allemande Utsch AG (de) pour un contrat de 10 ans,.
À partir de 2020, tout véhicule sans plaque d’immatriculation, avec plaque étrangère, masquée ou personnalisée est strictement interdit à la circulation sur toute l’étendue du territoire national. 

## Plaques spéciales

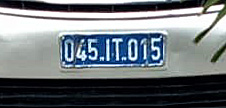
Plaque d'immatriculation temporaire.

- Plaque de corps diplomatique : rouge sur jaune, 3 chiffres correspondant à un code de pays, le sigle CD, 2 ou 3 chiffres
- Plaque de corps consulaire : rouge sur jaune, 3 chiffres correspondant à un code de pays, le sigle CC, 2 ou 3 chiffres
- Plaque des FARDC : blanc sur noir, FARDC suivi de 7 chiffres
- Plaque de l’ONU, de la MONUC : noir sur blanc, le sigle UN, 3 ou 4 chiffres
- Plaque de l’EUSEC : jaune sur bleu foncé, sigle EUSEC suivi de 3 chiffres
- Plaque de l’EUPOL : jaune sur bleu foncé, sigle EUPOL suivi de 3 chiffres
- Plaque d’immatriculation temporaire : blanc sur bleu foncé, 3 chiffres, le sigle IT, 3 chiffres
- Plaque d’autorités :
  - Présidentielle : noir sur blanc, le sigle PR suivi de 3 ou 4 chiffres
  - Assemblée nationale : noir sur blanc, le sigle AA suivi de 3 chiffres
  - Sénat : noir sur blanc, le sigle ASEN suivi de 3 chiffres
  - Justice : noir sur blanc, le sigle AJus suivi de 3 chiffres

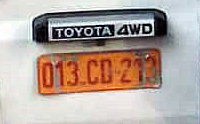
Corps diplomatique.
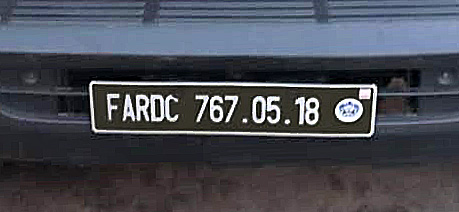
Forces armées.
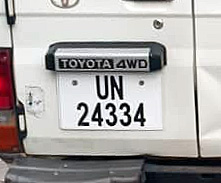
Nations unies.
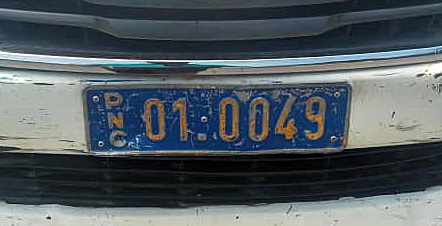
Police nationale congolaise.
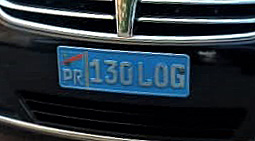
Présidence de la République.

## Anciennes plaques
Les anciennes plaques ont eu différentes couleurs selon les périodes. Chacune portait le sigle de province où la voiture était enregistrée, mais par la suite le sigle d'une autre province pouvait être donné par manque de possibilités.

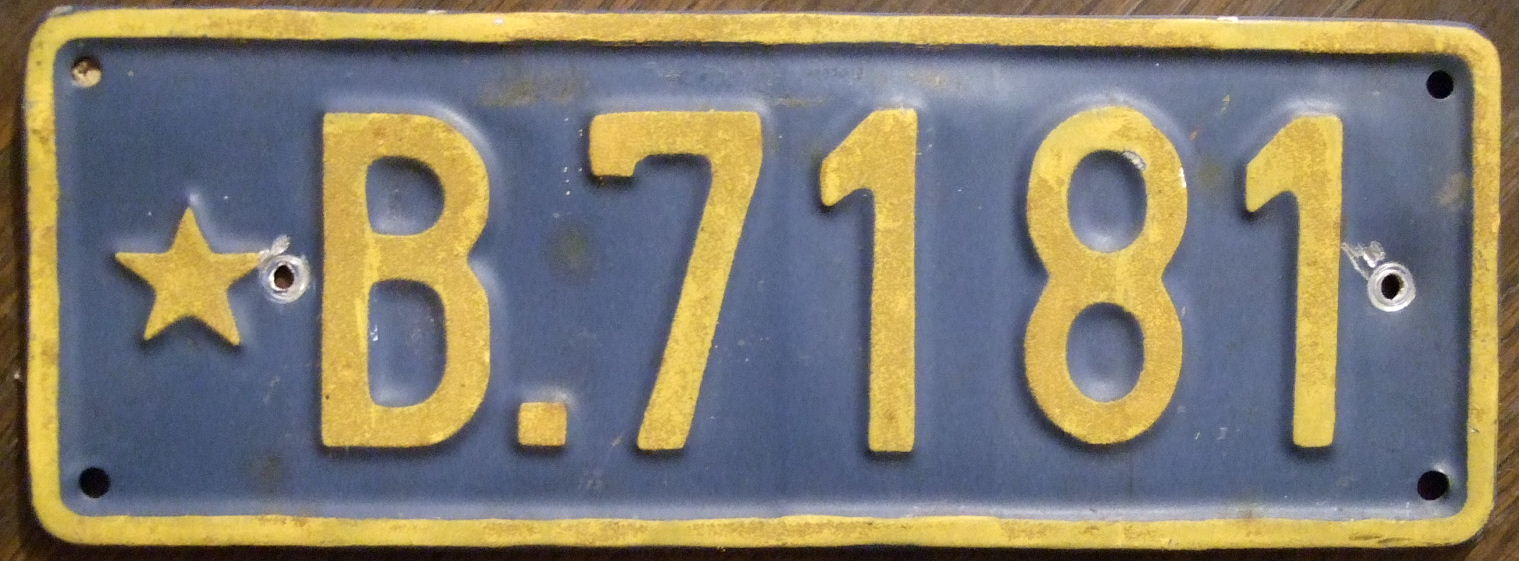
Ancienne plaque du Zaïre.

- Plaques jaune sur vert (1980)
- Plaques noir sur jaune (1996)
- Plaques jaune sur bleu

### Sigles de province
| Province         | Sigle | Sigle (1996) | Sigle (1980) |
| ---------------- | ----- | ------------ | ------------ |
| Bandundu         | BN    | BN           | BN           |
| Bas-Congo        | BC    | BZ           | BZ           |
| Équateur         | EQ    | EQ           | EQ           |
| Kasaï-Occidental | KW    | KW           | KW           |
| Kasaï-Oriental   | KE    | KE           | KE           |
| Katanga          | KT    | SH           | SH           |
| Kinshasa         | KN    | KN           | KN           |
| Maniema          | MN    | MN           |              |
| Nord-Kivu        | NK    | NK           |              |
| Orientale        | OR    | HZ           | HZ           |
| Sud-Kivu         | SK    | SK           |              |
| Kivu             |       |              | KV           |